# HAT-P-11
HAT-P-11 eller Kepler-3 är en ensam stjärna i mellersta delen av stjärnbilden Svanen. Den har en skenbar magnitud av ca 9,59 och kräver ett teleskop för att kunna observeras. Baserat på parallax enligt Gaia Data Release 3 på ca 46,4 mas beräknas den befinna sig på ett avstånd av ca 123 ljusår (ca 38 parsec) från solen. Den rör sig närmare solen med en heliocentrisk radialhastighet av ca -65 km/s.

## Egenskaper
HAT-P-11 är en oange till gul stjärna i huvudserien av spektralklass K4 V. Den har en massa av ca 0,8 solmassa, en radie av ca 0,68 solradie och utsänder energi från dess fotosfär motsvarande ca 0,26 gånger solen vid en effektiv temperatur av ca 4 800 K.
Stjärnan har aktiva latituder som genererar stjärnfläckar. Fläckarna har liknande fördelning som de på solen, men HAT-P-11 är en mer aktiv stjärna och har en stjärnfläckstäckning ungefär 100 gånger större än solen. Stjärnan verkar ha en ovanligt liten radie, vilket kan förklaras av den anomalt höga heliumfraktionen.

## Planetsystem

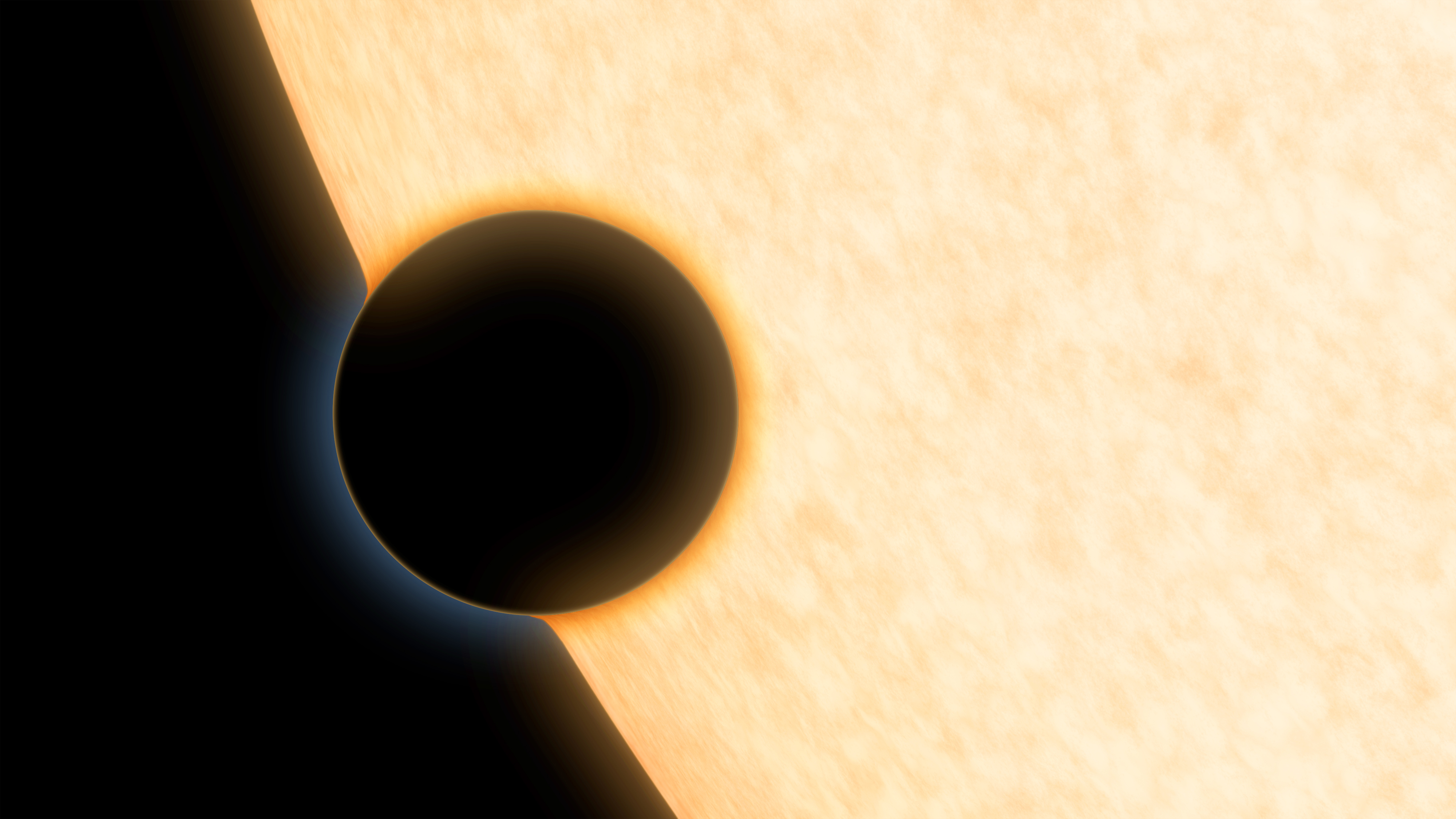
Konstnärens illustration av planeten HAT-P-11b.

En exoplanet, betecknad HAT-P-11b, som tros vara lite större än planeten Neptunus, upptäcktes av HATNet Project med hjälp av transitmetoden. Planeten kretsar i en bana med cirka 100° snedställning från stjärnans rotationsaxel. Den var inom synfältet för Keplerteleskopet och vattenånga och ammoniak har upptäckts i atmosfären av HAT-P-11b.
En trend i mätningarna av radiell hastighet som tagits för att bekräfta planeten tydde på ett möjligt ytterligare objekt i systemet. Detta bekräftades 2018 när en andra exoplanet, HAT-P-11c, upptäcktes på en bana med ca 9 års omloppsperiod. År 2020 publicerades en astrometrisk mätning av HAT-P-11c, tillsammans med Pi Mensae b, vilket gjorde det möjligt att bestämma dess banlutning och sanna massa.
Flera studier från 2024 presenterade motstridiga resultat om HAT-P-11c. En studie tyder på att de radiella hastighetsvariationerna som tillskrivs HAT-P-11c faktiskt kan orsakas av en magnetisk aktivitetscykel hos stjärnan. Om så är fallet kan en yttre planet fortfarande existera givet bevis för den från astrometri, men längre från stjärnan och med en annan massa än man tidigare trott. En annan studie hävdar istället ytterligare bekräftelse av den tidigare föreslagna planeten. En tredje artikel, publicerad som svar på den första, bekräftar också HAT-P-11c:s planetariska natur baserat på ytterligare data om radiell hastighet.
| Planet | Massa          | Halv storaxel (AE) | Siderisk omloppstid (d)     | Excentricitet   | Inklination     | Radie            |
| ------ | -------------- | ------------------ | --------------------------- | --------------- | --------------- | ---------------- |
| b      | 25,0 ± 1,5 M🜨  | 0,0532 ± 0,0010    | 4,887802443 ± 0,00000001654 | 0,2577 ± 0,0025 | 89,027 ± 0,068° | 4,901 ± 0,065 R🜨 |
| c      | 3,06 ± 0,42 MJ | 4,19 ± 0,07        | 3 473,53 +69,40−62,09       | 0,560 ± 0,036   | 143,6 +4,7−6,2° | -                |